# Copa Libertadores 1980
Die Copa Libertadores 1980 war die 21. Auflage des wichtigsten südamerikanischen Fußballwettbewerbs für Vereinsmannschaften. 21 Mannschaften nahmen teil. Es nahmen jeweils die Landesmeister der CONMEBOL-Länder und die Zweiten teil. Das Teilnehmerfeld komplettierte Titelverteidiger Club Olimpia. Das Turnier begann am 16. Februar und endete am 6. August 1980 mit dem Final-Rückspiel. Der uruguayische Vertreter Nacional Montevideo gewann das Finale gegen Internacional Porto Alegre und zum zweiten Mal die Copa Libertadores.

## 1. Gruppenphase

### Gruppe 1
| Pl. | Verein             | Sp. | S | U | N | Tore    | Diff. | Punkte |
| --- | ------------------ | --- | - | - | - | ------- | ----- | ------ |
| 1.  | CA Vélez Sársfield | 6   | 4 | 2 | 0 | 010:200 | +8    | 10     |
| 1.  | River Plate        | 6   | 4 | 2 | 0 | 010:300 | +7    | 10     |
| 3.  | Sporting Cristal   | 6   | 1 | 1 | 4 | 005:800 | −3    | 03     |
| 4.  | Atlético Chalaco   | 6   | 0 | 1 | 5 | 002:140 | −12   | 01     |

|                    |   |                    | Hinspiel | Rückspiel |
| ------------------ | - | ------------------ | -------- | --------- |
| Sporting Cristal   | - | Atlético Chalaco   | 0:0      | 2:0       |
| River Plate        | - | CA Vélez Sársfield | 0:0      | 0:0       |
| Atlético Chalaco   | - | CA Vélez Sársfield | 0:2      | 2:5       |
| River Plate        | - | Sporting Cristal   | 3:2      | 2:1       |
| CA Vélez Sársfield | - | Sporting Cristal   | 2:0      | 1:0       |
| River Plate        | - | Atlético Chalaco   | 3:0      | 2:0       |

#### Entscheidungsspiel um den Gruppensieg
|                    | Ergebnis |             |
| ------------------ | -------- | ----------- |
| CA Vélez Sársfield | *1:1*    | River Plate |

* Vélez Sársfield qualifizierte sich aufgrund der besseren Tordifferenz für die nächste Runde

### Gruppe 2
| Pl. | Verein              | Sp. | S | U | N | Tore    | Diff. | Punkte |
| --- | ------------------- | --- | - | - | - | ------- | ----- | ------ |
| 1.  | Nacional Montevideo | 6   | 5 | 0 | 1 | 014:400 | +10   | 10     |
| 2.  | Club The Strongest  | 6   | 3 | 1 | 2 | 009:600 | +3    | 07     |
| 3.  | Defensor Sporting   | 6   | 1 | 2 | 3 | 003:800 | −5    | 04     |
| 4.  | Oriente Petrolero   | 6   | 1 | 1 | 4 | 005:130 | −8    | 03     |

|                     |   |                     | Hinspiel | Rückspiel |
| ------------------- | - | ------------------- | -------- | --------- |
| Nacional Montevideo | - | Defensor Sporting   | 1:0      | 3:0       |
| Oriente Petrolero   | - | Club The Strongest  | 1:0      | 2:3       |
| Oriente Petrolero   | - | Nacional Montevideo | 1:3      | 0:5       |
| Club The Strongest  | - | Defensor Sporting   | 2:0      | 1:1       |
| Oriente Petrolero   | - | Defensor Sporting   | 0:1      | 1:1       |
| Club The Strongest  | - | Nacional Montevideo | 3:0      | 0:2       |

### Gruppe 3
| Pl. | Verein               | Sp. | S | U | N | Tore    | Diff. | Punkte |
| --- | -------------------- | --- | - | - | - | ------- | ----- | ------ |
| 1.  | SC Internacional     | 6   | 4 | 1 | 1 | 010:300 | +7    | 09     |
| 2.  | CR Vasco da Gama     | 6   | 3 | 2 | 1 | 007:200 | +5    | 08     |
| 3.  | Deportivo Galicia    | 6   | 3 | 1 | 2 | 004:700 | −3    | 07     |
| 4.  | Deportivo Táchira FC | 6   | 0 | 0 | 6 | 000:900 | −9    | 0      |

|                      |   |                      | Hinspiel | Rückspiel |
| -------------------- | - | -------------------- | -------- | --------- |
| Deportivo Galicia    | - | Deportivo Táchira FC | 1:0      | 1:0       |
| CR Vasco da Gama     | - | SC Internacional     | 1:0      | 1:2       |
| Deportivo Galicia    | - | CR Vasco da Gama     | 0:0      | 0:4       |
| Deportivo Táchira FC | - | SC Internacional     | 0:1      | 0:4       |
| Deportivo Táchira FC | - | CR Vasco da Gama     | 0:1      | 0:1       |
| Deportivo Galicia    | - | SC Internacional     | 2:1      | 0:2       |

### Gruppe 4
| Pl. | Verein                           | Sp. | S | U | N | Tore    | Diff. | Punkte |
| --- | -------------------------------- | --- | - | - | - | ------- | ----- | ------ |
| 1.  | América de Cali                  | 6   | 4 | 1 | 1 | 011:700 | +4    | 09     |
| 2.  | Universidad Católica del Ecuador | 6   | 3 | 0 | 3 | 010:500 | +5    | 06     |
| 3.  | Independiente Santa Fe           | 6   | 2 | 1 | 3 | 005:500 | ±0    | 05     |
| 4.  | CS Emelec                        | 6   | 2 | 0 | 4 | 005:140 | −9    | 04     |

|                                  |   |                                  | Hinspiel | Rückspiel |
| -------------------------------- | - | -------------------------------- | -------- | --------- |
| CS Emelec                        | - | Universidad Católica del Ecuador | 1:0      | 0:5       |
| América de Cali                  | - | Independiente Santa Fe           | 1:0      | 0:1       |
| Universidad Católica del Ecuador | - | América de Cali                  | 4:2      | 0:1       |
| CS Emelec                        | - | Independiente Santa Fe           | 0:2      | 2:1       |
| Universidad Católica del Ecuador | - | Independiente Santa Fe           | 1:0      | 0:1       |
| CS Emelec                        | - | América de Cali                  | 1:2      | 1:4       |

### Gruppe 5
| Pl. | Verein              | Sp. | S | U | N | Tore    | Diff. | Punkte |
| --- | ------------------- | --- | - | - | - | ------- | ----- | ------ |
| 1.  | CD O’Higgins        | 6   | 2 | 2 | 2 | 008:600 | +2    | 06     |
| 2.  | Club Cerro Porteño  | 6   | 2 | 2 | 2 | 008:700 | +1    | 06     |
| 3.  | CSD Colo-Colo       | 6   | 2 | 2 | 2 | 011:110 | ±0    | 06     |
| 4.  | Club Sol de América | 6   | 2 | 2 | 2 | 006:900 | −3    | 06     |

|                     |   |                    | Hinspiel | Rückspiel |
| ------------------- | - | ------------------ | -------- | --------- |
| CSD Colo-Colo       | - | CD O’Higgins       | 1:1      | 3:1       |
| Club Sol de América | - | Club Cerro Porteño | 2:1      | 0:0       |
| Club Sol de América | - | CD O’Higgins       | 1:4      | 0:2       |
| Club Cerro Porteño  | - | CD O’Higgins       | 1:0      | 0:0       |
| Club Cerro Porteño  | - | CSD Colo-Colo      | 5:3      | 1:2       |
| Club Sol de América | - | CSD Colo-Colo      | 2:1      | 1:1       |

## 2. Gruppenphase

### Gruppe 1
| Pl. | Verein             | Sp. | S | U | N | Tore    | Diff. | Punkte |
| --- | ------------------ | --- | - | - | - | ------- | ----- | ------ |
| 1.  | SC Internacional   | 4   | 2 | 2 | 0 | 004:100 | +3    | 06     |
| 2.  | América de Cali    | 4   | 0 | 4 | 0 | 000:000 | ±0    | 04     |
| 3.  | CA Vélez Sársfield | 4   | 0 | 2 | 2 | 001:400 | −3    | 02     |

|                    |   |                    | Hinspiel | Rückspiel |
| ------------------ | - | ------------------ | -------- | --------- |
| CA Vélez Sársfield | - | SC Internacional   | 0:1      | 1:3       |
| América de Cali    | - | CA Vélez Sársfield | 0:0      | 0:0       |
| América de Cali    | - | SC Internacional   | 0:0      | 0:0       |

### Gruppe 2
| Pl. | Verein              | Sp. | S | U | N | Tore    | Diff. | Punkte |
| --- | ------------------- | --- | - | - | - | ------- | ----- | ------ |
| 1.  | Nacional Montevideo | 4   | 3 | 1 | 0 | 005:100 | +4    | 07     |
| 2.  | Club Olimpia        | 4   | 2 | 1 | 1 | 004:200 | +2    | 05     |
| 3.  | CD O’Higgins        | 4   | 0 | 0 | 4 | 000:600 | −6    | 0      |

|              |   |                     | Hinspiel | Rückspiel |
| ------------ | - | ------------------- | -------- | --------- |
| CD O’Higgins | - | Nacional Montevideo | 0:1      | 0:2       |
| CD O’Higgins | - | Club Olimpia        | 0:1      | 0:2       |
| Club Olimpia | - | Nacional Montevideo | 0:1      | 1:1       |

## Finale

### Hinspiel
| Internacional Porto Alegre                                   | Internacional Porto Alegre | Nacional Montevideo | Nacional Montevideo |
| ------------------------------------------------------------ | --- | --- | ------------------- |
| Internacional Porto Alegre                                   | \| 30. Juli 1980 in Porto Alegre, Brasilien (Estádio Beira-Rio) \| \| Ergebnis: 0:0 \| \| Zuschauer: 70.000 \| \| Schiedsrichter: Jorge Romero ( Argentinien) \|  | \| 30. Juli 1980 in Porto Alegre, Brasilien (Estádio Beira-Rio) \| \| Ergebnis: 0:0 \| \| Zuschauer: 70.000 \| \| Schiedsrichter: Jorge Romero ( Argentinien) \|                                                       | Nacional Montevideo |
| Internacional Porto Alegre                                   | Gasperin – Toninho Camarão, Mauro Pastor, Mauro Galvão, André Luis, Falcão, Batista, Tonho, Jair, Chico Spina (Adavílson), Mário Sérgio Cheftrainer: Ênio Andrade | Rodolfo Rodríguez – Juan Carlos Blanco, Hugo de León, José Moreira, Víctor Espárrago, Washington González, Alberto Bica, Eduardo De la Peña, Waldemar Victorino, Arsenio Luzardo, Dardo Pérez Cheftrainer: Juan Mujica | Nacional Montevideo |
| 30. Juli 1980 in Porto Alegre, Brasilien (Estádio Beira-Rio) | | |                     |
| Ergebnis: 0:0                                                | | |                     |
| Zuschauer: 70.000                                            | | |                     |
| Schiedsrichter: Jorge Romero ( Argentinien)                  | | |                     |

### Rückspiel
| Nacional Montevideo                                        | Nacional Montevideo | Internacional Porto Alegre | Internacional Porto Alegre |
| ---------------------------------------------------------- | --- | --- | -------------------------- |
| Nacional Montevideo                                        | \| 6. August 1980 in Montevideo, Uruguay (Estadio Centenario) \| \| Ergebnis: 1:0 (1:0) \| \| Zuschauer: 65.000 \| \| Schiedsrichter: Edison Pérez Núñez ( Peru) \|                                                            | \| 6. August 1980 in Montevideo, Uruguay (Estadio Centenario) \| \| Ergebnis: 1:0 (1:0) \| \| Zuschauer: 65.000 \| \| Schiedsrichter: Edison Pérez Núñez ( Peru) \|    | Internacional Porto Alegre |
| Nacional Montevideo                                        | Rodolfo Rodríguez – Juan Carlos Blanco, Hugo de León, José Moreira, Víctor Espárrago, Washington González, Alberto Bica, Eduardo De la Peña, Waldemar Victorino, Arsenio Luzardo, Julio César Morales Cheftrainer: Juan Mujica | Gasperin – Mauro Pastor, Mauro Galvão, Toninho Camarão, Falcão, Cláudio Mineiro, Chico Spina, Batista, Adílson, Jair (Berreta), Mário Sérgio Cheftrainer: Ênio Andrade | Internacional Porto Alegre |
| Nacional Montevideo                                        | 1:0 Waldemar Victorino (35.) | | Internacional Porto Alegre |
| 6. August 1980 in Montevideo, Uruguay (Estadio Centenario) | | |                            |
| Ergebnis: 1:0 (1:0)                                        | | |                            |
| Zuschauer: 65.000                                          | | |                            |
| Schiedsrichter: Edison Pérez Núñez ( Peru)                 | | |                            |